# Божко Юхим
Юхи́м Наза́рович Божко́ (1885, Чернігівщина — грудень 1919, с. Красносілка на Житомирщині) — підпоручик Російської імператорської армії, в 1918 році — офіцер армії Української Держави, затим — український повстанець-отаман, командир збройного формування «Запорозька Січ», яке виникло під час антинімецького та антигетьманського повстання; пізніше — офіцер армії УНР, командир 2-ї піхотної дивізії.

## З життєпису
В 1914 році, на початку Першої світової війни, був призваний на дійсну військову службу. В кінці квітня 1915 року закінчив прискорений курс Іркутського військового училища та в чині прапорщика був направлений на комплектування 31-го піхотного Олексіївського (Алєксопольського) полку. У складі цього полку брав участь у битвах Першої світової війни. В 1916 році був нагороджений орденом Святої Анни 4 ступеня з написом «За хоробрість», в серпні 1916 року підвищений в чині до підпоручика.
У 1917 році Ю. Божко долучився до процесів українізації армії. Він володів ораторським хистом, його палкі патріотичні промови мали значний вплив на формування національної свідомості. Один із слухачів згадував про вплив божкових промов:
|  | Божко промовляв до нас українською мовою. Від нього я вперше почув, хто ми, оті численні малороси, що досі нас так називали, а іноді з презирством — хохлами. Виявилося, що наша правдива назва українці, і що настав час для нашого народу пред'явити свої права на національне життя українців, а не малоросів. |

Під час першої української-більшовицької війни 1917 — 1918 р. вже як сотник армії УНР, Ю. Божко брав участь в боях під Києвом.
Навесні 1918 року у складі полку ім. К. Гордієнка звільняв від ворога Крим та узбережжя «козацького моря».
Під час Гетьманату був у Катеринославі начальником охорони залізничного вузла Катеринослав-Синельниково Запорозької залізниці. Встановив тісні контакти з українською громадою міста, членами вільного козацтва.

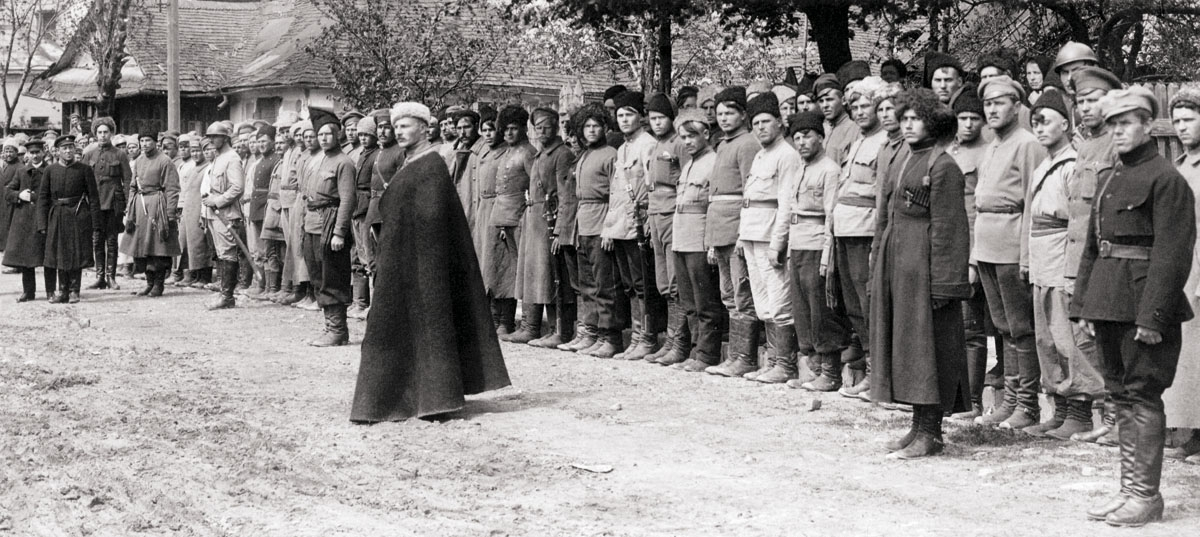
Головний отаман Семен Петлюра інспектує «Нову Запорозьку Січ» (травень 1919, Заліщики). Юхим Божко — в лівій частині світлини, другий направо від Петлюри.

Під час протигетьманського повстання Ю. Божко підтримав Директорію. На базі залізничної охоронної сотні сформував та очолив повстанське з'єднання «Запорозька Січ», яке стало відомим, коли ввійшло до складу армії УНР та боролось на різних фронтах, брало участь в боях за Катеринослав з махновсько—більшовицькими військами наприкінці грудня 1918 року. Переформувалось в 2-гу піхотну дивізію. Сам Божко в цих сутичках дістав два поранення.
Був завзятим прихильником будівництва армії на традиціях Запорозької Січі. У будинку Божка на Провіантській збиралися його однодумці, серед яких були такі відомі в місті постаті, як М. Горобець та П. Василюк. Щиро вірив, що для кращої організації українського війська неодмінно потрібні справжні козацькі атрибути:
|  | Нашому дядькові треба вистригти оселедця, дати шлика й шаровари, підперезати червоним поясом, щоб він почував себе лицарем-оборонцем рідної землі, щоб слухався, для авторитету треба показати йому кошову булаву і прапор, а тоді вже можна воювати і за рідну землю. |

Для набору козаків Ю. Божко видрукував у місцевій газеті «Республіканець» оголошення:
|  | Формується Запорожська Січ на історичних підвалинах, козаки приймаються тільки свідомі українці, котрі бажають і мріють о самостійності української республіки і віддадуть усе своє життя на захист рідного краю і обездоленого і закутого в кайдани народу. Козаки повинні бути твердого розумного поводження. Полковник Божко. |

Підрозділ Божка бився з більшовиками під Катеринославом, але був змушений разом з іншими частинами Південно-Східної групи відступити на захід. Проте відхід отаман використав з користю для себе. У районі Балти відновив таки козацьку республіку. Влада «Січі» поширювалася на територію кількох повітів Одещини та Брацлавщини. Кожен вояк складав присягу, яка відрізнялася від загальноприйнятої в армії УНР. Відродження Січі викликало резонанс. Завдяки цьому Божко став загальновідомим отаманом. Командування армії УНР поки поблажливо ставилося до діяльності Ю. Божка, тим більше, що його козаки вирізнялися хоробрістю. Ю. Божко ввів у своїй частині форму за козацьким звичаєм: висока смушкова шапка, жупан, шаровари та широкий пояс. У відозвах до населення божківці акцентували увагу на славній козацькій спадщині. За прикладом Сіркового послання турецькому султану сатирично листувалися з бійцями Таращанського полку В. Боженка, які також вважали себе нащадками українського козацтва.
Божко намагався чинити правосуддя за нормами козацького судочинства, використовуючи тілесні покарання, не дивлячись на вік чи соціальний статус. «Січ» в Балті проіснувала до квітня 1919 року і була ліквідована після відступу вояків Ю. Божка до Румунії.
Мав свою принципову позицію, був прихильником П. Болбочана.
Присутність Ю. Божка в армії УНР, у той час, коли більшість отаманів залишили її або перебували під арештом, пояснюється симпатією Сімона Петлюри до ватажків, які розуміли козацьку душу краще за кадрових офіцерів.
А от стосунки з командуванням у Ю. Божка не склалися. Він вперто залишався противником структури регулярної армії, мав своєрідні погляди на підпорядкування та субординацію. Він постійно наголошував на необхідності ліквідації регулярного війська.
Під час наступу на Київ влітку 1919 року «Нова Запорозька Січ» брала участь у захопленні Волочиська, Проскурова, Жмеринки, Бара, відзначившись активністю і хоробрістю.

В липні 1919 року С. Петлюра все—таки віддав наказ про усунення Божка з посади, однак той не допустив цього, зустрівши конкурента словами: 
|  | З чим приїхав, з тим повертай назад; наказів ані от. Осецького, ані от. Тютюнника не визнаю. |

 Під тиском козаків Ю. Божка С. Петлюра був змушений скасувати свій наказ. Але невдовзі знову наказав розформувати «Запорозьку Січ». Це викликало обурення серед оточення отамана. Божко погрожував «збройно оборонити свої права», його з боєм заарештувавали. У сутичці отаману пострілом вибили око. «Січ» було розформовано.
 
Проте значні втрати на фронті восени 1919 року змусили С. Петлюру, повертати до війська не надто дисциплінованих, але хоробрих та патріотичних ватажків. За клопотанням І. Мазепи Божко був звільнений.
П.Гай-Нижник твердить, що Ю. Божко відібрав разом з отаманами О. Данченком та О. Волохом у Головного отамана Петлюри, що мав тікати в еміграцію, державну скарбницю з метою матеріального забезпечення своїх військ, які залишались на теренах України. Проте, йому заперечує, спираючись на свідчення урядовця Андрія Бондаренка, Роман Коваль:
| Коли ж Кам’янець зайняли поляки, то Андрій Бондаренко з рештою урядовців попрямував на Кульчин та Любар. “Приїхали ми в Любар, — згадував він, — от тут “патріотів” було так, аж кишіло. Головними з них були: Волох – командир якихось окремих гайдамаків; Божко – командир матері Січі Запорозької і Данченко – командир так званих українських радянських частин”. Омелян Волох ультимативно зажадав від Петлюри зречення від влади, а отаман Данченко, не дармуючи часу, забрав у Любарі рештки державної скарбниці, розграбованої перед тим у Проскурові. Старший над юнаками, що охороняли залишки скарбниці, сказав: “З-за грошей ми битися не будемо”[14]. |
В кінці листопада 1919 збирався перейти на бік уряду Української СРР, але, за ігнорування наказів Волоха, на початку грудня 1919 був вбитий. (за іншою версією — був випадково застрелений своїм ординарцем під час чистки зброї).
Похований у с. Красносілка Чуднівського району Житомирської області.